# Lesothos fodboldlandshold
Lesothos fodboldlandshold repræsenterer Lesotho i fodboldturneringer og kontrolleres af Lesothos fodboldforbund.
| Fodbold | Spire Denne artikel om et fodboldlandshold er en spire som bør udbygges. Du er velkommen til at hjælpe Wikipedia ved at udvide den. |